# 티파니 트럼프
티파니 아리아나 트럼프(영어: Tiffany Ariana Trump 티퍼니 애리애나 트럼프[*], 1993년 10월 13일~)는 미국의 부동산 개발업자이자 제45대 대통령인 도널드 트럼프와 배우 말라 메이플스의 딸이다.

## 생애
1993년 10월 13일 미국 플로리다주 웨스트팜비치에서 태어났다. 도널드 트럼프와 말라 메이플스 사이의 유일한 자녀이다. 티파니의 이름은 보석 회사 티파니의 이름을 따서 지어졌다. 어머니 말라와 함께 캘리포니아주 칼라바사스에서 고등학교 시절까지 지냈다. 2016년, 사회학과 도시학을 전공으로 학사 학위를 받으며 펜실베이니아 대학교를 졸업했다. 2020년, J.D.(법무박사)를 받으며 조지타운 로스쿨을 졸업했다.

## 경력
대학교를 다니던 2014년, 싱글 "Like a Bird"를 발매했다. 보그에서 인턴 생활을 했고, 뉴욕 패션 위크 앤드루 워런(Andrew Warren) 패션 쇼에서 모델로 섰다.

### 사생활
펜실베이니아에서 투표를 하기 위해, 공화당원이 되었다. 2016년 미국 공화당 전당대회에서 다른 가족들과 함께 아버지인 도널드를 지지하며 캠페인에 나섰다. 전당대회 두번째 날 밤 찬조 연설을 했다.
로스 매카닉(Ross Mechanic)과 대학교에서 만나, 현재 교제하는 중이다. 로스 매카닉은 뉴욕 로펌 프리드, 프랭크(Fried, Frank, Harris, Shriver & Jacobson)의 부동산 부문 파트너 변호사인 조너선 매카닉(Jonathan Mechanic)의 아들이다.